# Ardisia tuirana
Ardisia tuirana är en viveväxtart som beskrevs av C.L. Lundell. Ardisia tuirana ingår i släktet Ardisia och familjen viveväxter. Inga underarter finns listade i Catalogue of Life.